# Czawdar Cwetkow
Czawdar Bożiłow Cwetkow (bułg. Чавдар Божилов Цветков; ur. 8 marca 1953 w Swoge) – bułgarski piłkarz grający na pozycji napastnika. W swojej karierze rozegrał 51 meczów i zdobył 14 bramek w reprezentacji Bułgarii.

## Kariera klubowa
Swoją karierę piłkarską Cwetkow rozpoczął w klubie Sportist Swoge. W 1970 roku awansował do pierwszego zespołu i w sezonie 1970/1971 zadebiutował w nim w drugiej lidze bułgarskiej. W 1972 roku przeszedł do pierwszoligowej Sławii Sofia. W sezonie 1974/1975 zdobył z nią Puchar Bułgarii. Z kolei w sezonie 1979/1980 wywalczył wicemistrzostwo kraju oraz ponownie sięgnął po jego puchar.
W 1981 roku Cwetkow przeszedł do Austrii Wiedeń. W sezonie 1981/1982 został wicemistrzem kraju oraz zdobył Puchar Austrii. W sezonie 1982/1983 ponownie wywalczył wicemistrzostwo Austrii. Latem 1983 Cwetkow wrócił do Sławii, a po sezonie 1985/1986 zakończył karierę.

## Kariera reprezentacyjna
W reprezentacji Bułgarii Cwetkow zadebiutował 13 października 1974 roku w zremisowanym 3:3 meczu eliminacji do Euro 76 z Grecją, rozegranym w Sofii. Grał też w eliminacjach do MŚ 78, do Euro 80 i do MŚ 82. Od 1974 do 1981 rozegrał w kadrze narodowej 51 meczów i strzelił w nich 14 goli.